# Janiralata soldatovi
Janiralata soldatovi är en kräftdjursart som först beskrevs av Gurjanova1933.  Janiralata soldatovi ingår i släktet Janiralata och familjen Janiridae. Inga underarter finns listade i Catalogue of Life.